# José Rodrigues Vale

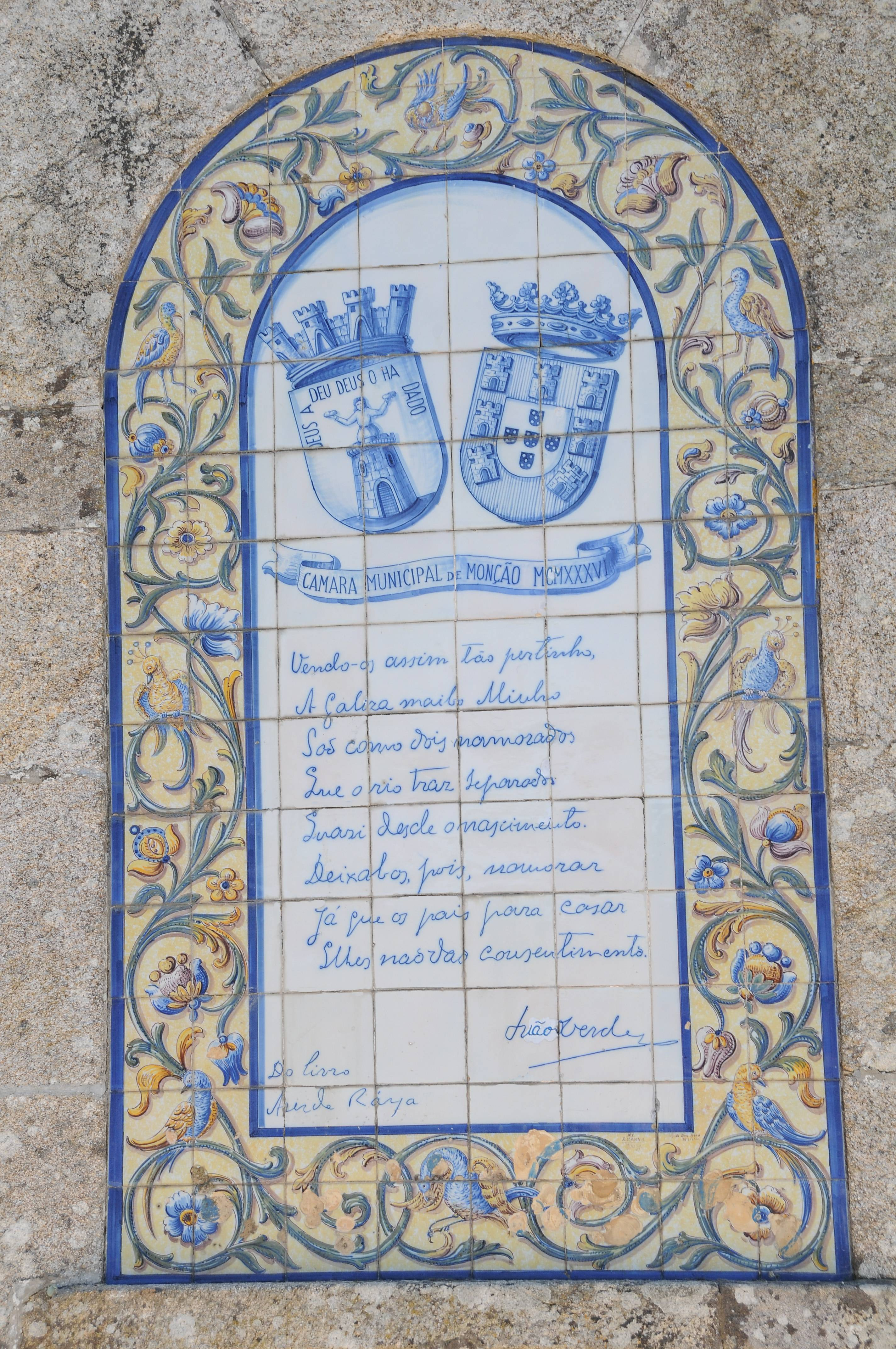

José Rodrigues Vale (Monção, Portugal, 2 de Novembro de 1866- 7 de fevereiro de 1934 (67 anos)), foi um poeta português conhecido pelo pseudónimo de João Verde.
Admirador da obra de Rosalía de Castro, Curros Enríquez e Lamas Carvajal, foi autor de vários poemas em galego e português. Encontra-se colaboração da sua autoria na revista Branco e Negro (1896-1898).
Em 1936 a Câmara de Monção reproduziu em azulejo um poema seu do livro Ares da Raya, impresso em Vigo em 1902, que foi colocado num miradouro sobre o rio Minho.

“Vendo-os assim tão pertinho
A Galiza mais o Minho,
São como dois namorados
Que o rio traz separados
Quasi desde o nascimento.
Deixai-os, pois, namorar,
Já que os pais para casar
Lhes não dão consentimento.”

— João Verde, Ares da Raya.